# Technology Nexus
Nexus Group är identitets- och säkerhetsföretag. Det säljer produkter och tjänster som möjliggör betrodda identiteter för människor och saker i den fysiska och digitala världen. Det mesta av företagets teknik är integrerad i Nexus Smart ID-lösning, som tillhandahåller standardiserade moduler som gör det möjligt för organisationer att utfärda och hantera fysiska och digitala ID:n, hantera fysisk och digital access, använda elektroniska signaturer, samt utfärda och hantera PKI-certifikat (public key infrastructure). De vanligaste användningsområdena är tjänste-ID:n, medborgar-ID:n och säkerhet för sakernas internet (internet of things, IoT). Nexus är även den största leverantören av ID06-kort. Företaget har 300 anställda på 17 kontor i Europa, Indien och USA, samt ett globalt partnernätverk.

## Historia
Nexus grundades 1984. År 2009 förvärvade företaget Ponderus Technology tillräckligt med aktier i bolaget Nexus Technology för att plocka bort det från Stockholmsbörsens huvudlista. Vid den här tiden var Nexus ett företag med en mångsidig portfölj av mjukvaruprodukter, bland annat PC-mjukvaran som används för BankID. Ponderus fick idén att skapa ett företag som kan konvergera fysisk och digital access och erbjuda en enda multifunktionell identitet. Som ett steg i att realisera den här visionen förvärvades företaget PAS Card, som var starka inom fysisk access.
2020 förvärvades Nexus av det franska bolaget IN Group.